# Pierino ha la febbre... il sabato sera/Appuntamento spaziale... con gli UFO Robot
Pierino ha la febbre… il sabato sera/Appuntamento spaziale… con gli UFO Robot è un singolo del Quartetto Cetra e de I Piccoli Cantori di Milano, pubblicato dalla Fonit Cetra (catalogo SP 1693) nel dicembre 1978.

## Descrizione
Si tratta di un singolo del Quartetto Cetra con I Piccoli Cantori di Milano.
Di entrambi i brani, editi dalla Edizioni musicali Usignolo, i testi e le musiche sono di Antonio Virgilio Savona e di Tata Giacobetti.
Il brano sul lato A (del disco) è la sigla finale del programma televisivo Buonasera con... il Quartetto Cetra, mentre quello sul lato B è tratto dal programma stesso.

## Staff artistico
- Quartetto Cetra – voci
- I Piccoli Cantori di Milano – diretti da Niny Comolli
- Sergio Parisini – direzione orchestrale

## Tracce

### Lato A
1. Pierino ha la febbre… il sabato sera – 3:18

### Lato B
1. Appuntamento spaziale… con gli UFO Robot – 3:00